# Гагерн, Генрих фон
Генрих-Вильгельм-Август фон Гагерн (1799—1880) — немецкий политик, барон.
Родился в 1799 г.; офицером нассауских войск участвовал в битве при Ватерлоо, после заключения мира занялся юридическими науками. В 1832 г. он был избран во вторую Гессен-Дармштадтскую палату, где стоял за либеральные реформы. Когда правительство в 1846 г. сделало попытку изменить учреждения зарейнской части великого герцогства, Гагерн в обширном сочинении доказал незаконность этого образа действий. В марте 1848 г. Гагерн был поставлен во главе управления великим герцогством, но вскоре оставил этот пост, так как общегерманские дела всецело поглотили его внимание. Составленный им план государственного устройства Германии, с общим парламентом и главенством одного могущественного наследственного государя, так согласовался с идеями умеренного либерализма, что Гагерн был избран президентом германского национального собрания, заседания которого открылись во Франкфурте 18 мая. Когда надежда на скорое соглашение с отдельными правительствами не оправдалась, Гагерн предложил назначить временную центральную власть, вследствие чего состоялось избрание эрцгерцога Иоганна в регенты (Reichsverweser). Сам Гагерн получил на этих выборах 52 голоса.
26 октября Гагерн предложил соединить Австрию с остальной Германией в одном неразрывном союзе. Между тем австрийская политика приняла другой оборот, враждебный преобразованию. Шмерлинг и его соотечественники 15 декабря вышли из имперского министерства, во главе которого стал Гагерн. 18 декабря 1848 г. он предложил парламенту программу, в которой предполагалось Германию, без Австрии, соединить в союзное государство, а отношения Австрии к Германии определить посредством особого акта. Эта программа была принята парламентом, после упорной борьбы, в январе 1849 г. 28 марта происходило избрание императора, результат которого соответствовал желаниям Гагерна; но отказ прусского короля принять императорскую корону поколебал все достигнутые до тех пор результаты. Видя бесполезность своих стараний, Гагерн, вместе со своими друзьями, 20 мая вышел в отставку. 
Когда затем Пруссия возбудила мысль о союзе трех королей, Гагерн снова принял её сторону и на собрании в Готе содействовал соглашению в этом смысле. Когда летом в 1850 г. снова вспыхнула датско-прусская война, Гагерн предложил герцогствам, после битвы при Идштедте, свои услуги и, в чине майора, участвовал в окончании несчастного похода. С 1862 г. Гагерн открыто перешел на сторону Австрии, вступившей на конституционный путь, и присоединился к великогерманской партии. Скончался в 1880 г.